# Drassodella tenebrosa
Drassodella tenebrosa is een spinnensoort uit de familie Gallieniellidae. De soort komt voor in Zuid-Afrika.